# Episodi di Burn Notice - Duro a morire (quarta stagione)
La quarta stagione della serie televisiva Burn Notice - Duro a morire è stata trasmessa in prima visione negli Stati Uniti d'America dal canale via cavo USA Network dal 3 giugno al 16 dicembre 2010.
Nella Svizzera italiana la stagione è stata trasmessa in prima assoluta in lingua italiana da RSI LA1 dal 19 maggio al 13 giugno 2011.
In Italia la stagione ha debuttato in prima visione satellitare su FX il 6 giugno 2011. In seguito alla chiusura del canale avvenuta il 1º luglio 2011, la serie è stata spostata su Fox, che dopo le repliche dei primi quattro episodi, ha trasmesso la stagione in prima visione a partire dal 5º episodio.
| nº | Titolo originale    | Titolo italiano         | Prima TV USA     | Prima TV Svizzera |
| -- | ------------------- | ----------------------- | ---------------- | ----------------- |
| 1  | Friends and Enemies | Amici e nemici          | 3 giugno 2010    | 19 maggio 2011    |
| 2  | Fast Friends        | Ammenda                 | 10 giugno 2010   | 20 maggio 2011    |
| 3  | Made Man            | Il boss                 | 17 giugno 2010   | 23 maggio 2011    |
| 4  | Breach of Faith     | Abuso di fiducia        | 24 giugno 2010   | 24 maggio 2011    |
| 5  | Neighborhood Watch  | Buon vicinato           | 1º luglio 2010   | 25 maggio 2011    |
| 6  | Entry Point         | L'inafferrabile         | 15 luglio 2010   | 26 maggio 2011    |
| 7  | Past & Future Tense | Tempo passato e futuro  | 22 luglio 2010   | 27 maggio 2011    |
| 8  | Where There's Smoke | Un ostaggio importante  | 29 luglio 2010   | 30 maggio 2011    |
| 9  | Center of the Storm | In mezzo alla tempesta  | 5 agosto 2010    | 31 maggio 2011    |
| 10 | Hard Time           | Dietro le sbarre        | 12 agosto 2010   | 1º giugno 2011    |
| 11 | Blind Spot          | Il momento della verità | 19 agosto 2010   | 2 giugno 2011     |
| 12 | Guilty As Charged   | Colpevole               | 26 agosto 2010   | 3 giugno 2011     |
| 13 | Eyes Open           | Apri gli occhi          | 11 novembre 2010 | 6 giugno 2011     |
| 14 | Hot Property        | Beni che scottano       | 18 novembre 2010 | 7 giugno 2011     |
| 15 | Brotherly Love      | Amore fraterno          | 2 dicembre 2010  | 8 giugno 2011     |
| 16 | Dead or Alive       | Vivo o morto            | 9 dicembre 2010  | 9 giugno 2011     |
| 17 | Out of the Fire     | Il primo della lista    | 16 dicembre 2010 | 10 giugno 2011    |
| 18 | Last Stand          | All'ultimo minuto       | 16 dicembre 2010 | 13 giugno 2011    |

## Amici e nemici
- Titolo originale: Friends and Enemis
- Diretto da: Tim Matheson
- Scritto da: Matt Nix

### Trama
La stagione incomincia esattamente da dove si è conclusa quella precedente. Un uomo di nome Vaughn rivela di avere organizzato il rapimento di Michael, a cui chiede aiuto per arrestare i responsabili del rilascio di Simon Escher a Miami. Il suo incarico sarà quello di scoprire i traffici di Gregory Hart, che sta in un campo di guerriglieri. Prima che possa dirgli qualcosa, Hart viene ucciso in un attacco aereo e Michael si trova a salvare la vita a Vaughn, trovandosi così a collaborare con lui.
Tornato a Miami, Michael va da Madeline e poi a cercare Sam e Fiona. Quando li ritrova immischiati in un caso come se niente fosse successo, Mike ci rimane un po' male ma dà comunque il suo aiuto per proteggere l'avvocato Winston da un gruppo di motociclisti. Quando affronta l'argomento con Fiona, la donna si arrabbia e prima lo picchia, poi lo bacia facendogli capire quanto siano stati in pensiero per lui, ma anche che avevano deciso di continuare con i clienti perché sapevano che Michael avrebbe voluto così. Michael e Sam decidono di negoziare con i motociclisti, i Breakers, il cui capo è Big Ed. Fiona si infiltra fra i Breakers per scoprire i registri con i conti della banda. Mike e Sam poi decidono di convincere Big Ed con le cattive e lo prendono in ostaggio, ma Winston è comunque in pericolo a causa di Hunter, uno scagnozzo di Big Ed. Quando i due ex-agenti minacciano il capo di mettere alla luce le attività illegali dei Breakers, Big Ed si convince a non fare più uccidere Winston. Inizia allora una faida interna fra lui ed Hunter, che gli ferendolo. Michael e Sam lo salvano e poi fuggono in auto, tallonati dagli altri Breakers. Fiona attira i motociclisti per incontrarsi con Michael durante la fuga da hunter e quando tutti si ritrovano Big Ed riprende il comando e dichiara finita la guerra a Winston.
Michael spiega un po' di cose alla madre per tranquillizzarla e lei lo consola confermandogli che lui è un bravo uomo e non sarà mai come Simon.
Vaughn chiede a Michael di penetrare in un sistema per scoprire le attività illecite di Hart. Quando lui entra nell'edificio indicatogli da Vaughn, riesce a prendere le informazioni ma "brucia" involontariamente Jesse Porter, un agente del controspionaggio.
- Altri interpreti: Coby Bell (Jesse Porter), Robert Wisdom (Vaughn)
- Ascolti USA: telespettatori 6 618 000 – share 7%[2]

## Ammenda
- Titolo originale: Fast Friends
- Diretto da: Dennie Gordon
- Scritto da: Rashad Raisani

### Trama
Michael vede Vaughn e scopre che Jesse Porter è stato scarcerato, ma vuole scoprire chi l'ha bruciato. Nel frattempo Madeline vuole riorganizzare il garage per affittarlo a un nuovo inquilino pagante. Mentre l'aiuta, Michael intercetta le chiamate di Jesse per scoprire dove è. Così lui, Sam e Fiona lo seguono a un incontro con un suo contatto e lo salvano da un agguato di un suo vecchio nemico.
Jesse va da Michael a chiedere aiuto perché sa che anche lui è una spia bruciata. Michael, invece di aiutarlo a scoprire chi l'ha bruciato, gli propone di eliminare il suo aguzzino, Ming Khan, convinto che Jesse gli abbia rubato due milioni di dollari.
Mike si finge pronto a collaborare con Khan per trovare Jesse, e per convincerlo che sono dalla stessa parte lui e Sam organizzano un finto assalto a Khan, con Jesse che cambia tattica in corsa e costringe Michael a improvvisare il piano d'azione.
Michael convince Khan a comprare delle armi assurde per stanare Jesse che sarebbe nascosto in una specie di bunker, poi fa in modo che le armi vengano trasportate da Khan e dai suoi uomini per farli poi beccare dalla polizia. Khan ha agganci ed esce di prigione per poi rapire Jesse e torturarlo. Quando invita Michael a fare lo stesso per conto dei suoi ipotetici mandanti, Fiona chiede a Barry di investigare sui conti bancari di Lee, il secondo di Khan, per incastrarlo come ladro dei soldi. Usando un po' di astuzia Michael fa dire a Jesse questa finta verità sotto interrogatorio, facendogli leggere il numero di conto di Lee su un foglio.
Khan e Lee si sparano a vicenda e Michael salva Jesse.
Jesse va a vivere da Madeline, mentre Michael promette a Vaughn di lavorarselo per scoprire tutto sull'Organizzazione. Jesse accetta di collaborare con Mike, ma promette anche di uccidere chi l'ha bruciato.
- Ascolti USA: telespettatori 5 674 000 – share 6%[3]

## Il boss
- Titolo originale: Made Man
- Diretto da: Jeffrey Donovan
- Scritto da: Alfredo Barrios, Jr.

### Trama
Michael e gli altri si incontrano con Jesse e seguono le sue piste per scoprire da dove arrivano le armi illegali che stava monitorando, destinate a un tale di nome "Cobra".
Al porto, Jesse aiuta un uomo della sicurezza, Hank, e decide poi di aiutarlo a liberarsi di un racket che minaccia i portuali. Il giro di affari è gestito da un boss di nome Tony.
Mentre Madeline fa amicizia con Jesse, Mike impersona un ex-federale che dovrebbe vendere delle informazioni a Tony su un'eventuale indagine in corso su di lui (che ovviamente non esiste). Tony non abbocca e manda i suoi scagnozzi a picchiare Michael dopo aver scoperto che non è un agente federale. Allora lui e gli altri organizzano un piano alternativo e decidono di coinvolgerlo in un affare illegale quando scoprono che i suoi capi di New York vogliono che Tony faccia più soldi. Parlando con Jesse, Madeline scopre che sua madre era morta in una rapina quando era piccolo.
Sam si presenta come Chuck Finley e rapisce Tony fingendo di essere stato mandato da New York per ucciderlo. Tony promette di rubare un carico al porto per fare cinque milioni di dollari. Jesse intanto segue la merce per il "Cobra", ma nell'hangar dove dovrebbe essere c'è un aereo che ha scaricato da poco un cadavere. Sam, Jesse e Tony pianificano il colpo grosso che va bene, ma Tony reagisce in modo diverso da come si aspettavano e torna a prendere Sam dopo che gli ha raccontato una storiella di come non avesse abbandonato un suo compagno anni prima durante una missione.
Ora Tony vuole uccidere Gio e i suoi ragazzi di New York. Allora Sam decide di far beccare Tony per l'eventuale omicidio di Gio. Sam lo abbandona al momento giusto e Tony spara a Gio, finendo poi nell'ospedale del carcere.
Madeline si arrabbia con Michael perché capisce che sta mentendo a Jesse.
- Ascolti USA: telespettatori 5 306 000 – share 6%[4]

## Abuso di fiducia
- Titolo originale: Breach of Faith
- Diretto da: Jeremiah Chechik
- Scritto da: Ben Watkins

### Trama
Fiona e Jesse vanno alle Bahamas per identificare il cadavere di un trafficante d'armi. Quando tornano Sam scopre chi è e in cambio chiede a Michael una mano per i coniugi Josh e Lila Wagner, che dirigono un'associazione benefica per i famigliari dei veterani e che hanno perso tutti i soldi in una truffa organizzata dalla Blue Crest. Josh vuole farsi ridare i soldi da Nick Madison al punto da andare alla Blue Crest armato. Michael e Sam si ritrovano complici di Josh che prende in ostaggio Madison e la sua segretaria Patty. Sam decide di rimanere per aiutarlo e Michael non puoi voltare le spalle al suo amico. Così risponde alla polizia fingendosi uno degli ostaggi e per far aprire i negoziati e guadagnare tempo. Michael e Sam interrogano Nick e Patty separatamente per scoprire che fine hanno fatto i soldi di Josh. Patty è sicuramente innocente, ma Nick mente sulla truffa. Allora Michael decide di parlare con Tom Norris, il braccio destro di Nick. Per farlo chiama Fiona che, insieme a Jesse, ha trovato l'indirizzo di casa del trafficante ma non è riuscita a entrare a causa di una vicina ficcanaso che li ha bloccati. Fiona e Jesse vanno da Norris mentre Sam e Michael continuano a guadagnare tempo con il negoziatore, l'agente Casey, che intanto ha scoperto che uno degli ostaggi è proprio Michael Westen. Norris confessa che i soldi della truffa sono nascosti sotto il pavimento alla Blue Crest. Michael chiede a Fiona di preparare un diversivo per farli scappare quando arriverà il furgone richiesto a Casey. Sam e Michael aprono la cassaforte e convincono Patty che il suo capo è un truffatore. Dopo una colluttazione con Nick, parte uno sparo che convince la squadra di assalto a entrare nell'edificio. Allora Sam convince Patty a collaborare contro Nick. Michael si fa disarmare apposta da Madison e fa in modo che gli punti l'arma addosso proprio mentre entrano gli agenti che lo prendono per il sequestratore. Patty testimonia a favore di Josh e contro Nick. 
Michael e Jesse entrano nella casa del trafficante, ma sembra pulitissima. Allora Mike va dalla vicina, Kendra, a chiederle se ha sentito qualcosa di strano. Dopo aver parlato con lei, si rende conto che le foto in casa sua erano sempre senza di lei. Jesse e Michael intuiscono che è proprio Kendra a nascondere qualcosa e quando la inseguono lei scappa, difendendosi con una pistola. Michael però trova un hard disk dietro a una parete di cartongesso.
- Ascolti USA: telespettatori 5 333 000 – share 6%[5]

## Buon vicinato
- Titolo originale: Neighborhood Watch
- Diretto da: Kevin Bray
- Scritto da: Michael Horowitz

### Trama
Michael cerca di leggere il nastro recuperato da Kendra, ma è troppo obsoleto. La sicaria segue lui e Fiona, che cercano di attirarla in una trappola con Sam. ma non funziona. Kendra scappa lasciando un cellulare e quando Mike risponde prendono accordi per vedersi.
Jesse e Madeline chiedono a Michael di aiutare una dottoressa dell'ambulatorio di quartiere, Lauren. Il dottore, David, se la sta vedendo brutta perché degli spacciatori sostano sempre davanti all'ambulatorio e dato che non vuole cedere ai loro ricatti, lo hanno anche malmenato. David è riluttante, ma accetta l'aiuto di Michael e Fiona.
Mike flirta innocentemente con Kendra al telefono e Fiona lo redarguisce, però i due organizzano un appuntamento. Sam e Fiona intanto trovano gli spacciatori e li seguono, poi Sam chiede un parere a Sugar, l'ex-vicino di Michael. Il ragazzo è spaventato dal loro capo, Vince Cutler, che vuole prendere in mano tutta la zona ed è in affari con un cartello messicano a cui deve diversi soldi. Michael capisce che se gli ruberanno la droga non riuscirà a fare soldi a sufficienza per pagare il cartello e dovrà scappare. Michael chiede a Sugar di inventargli una reputazione da venditore di sostanze stupefacenti per aumentare il livello della droga. Intanto Kendra va all'appuntamento ma non si avvicina perché non le piace il posto, promette di chiamare per fissarne un altro. Invece Cutler accetta di fare affari con Michael quando gli si presenta con il suo prodotto.
Jesse segue gli spacciatori per cercare il loro deposito, ma viene fermato e riesce a scappare per il rotto della cuffia. David è arrabbiato e non vuole chiudere l'ambulatorio perché Michael sta fallendo. Allora Mike e Sam mandano un aereo telecomandato nella zona per cercare il deposito. Quando Cutler minaccia di distruggere ambulatorio, Fiona e Michael lo salvano sparando da lontano con dei fucili di precisione. Poi è Madeline ad aiutare Mike a decidere il da farsi per risolvere la situazione. L'ex-spia manda il non addestrato David ad affrontare Cutler da solo. Usando la falsa identità convince Cutler che David sia un ex Delta Force. David si presenta da Cutler e con l'aiuto di esplosioni ad hoc e spari da lontano, mette in fuga Cutler e i suoi uomini. Salvato l'ambulatorio, Michael va all'appuntamento con Kendra e ha la meglio su di lei quando questa cerca di ucciderlo. Lui e Sam la portano via.
- Altri interpreti: Navi Rawat (Kendra)
- Ascolti USA: telespettatori 5 213 000 – share 6%[6]

## L'inafferrabile
- Titolo originale: Entry Point
- Diretto da: Jeffrey Hunt
- Scritto da: Craig O'Neill

### Trama
Mike e Jesse stanno interrogando Kendra e minacciano di consegnarla ad altri, ma lei non sembra voler cedere. Allora decidono di fare il gioco del capo cattivo (che sarà Sam) e di quello buono influenzabile (che toccherà a Jesse).
Intanto Michael e Fiona aiutano Buddy, venditore di imitazioni perfette e che qualcuno sta tentando di uccidere dopo avergli commissionato delle strane teste di leone. Michael e Fiona vanno al capannone dell'uomo che tormenta Buddy e c'è un'esplosione improvvisa.
Sam e Jesse, intanto, seguono la loro tattica per interrogare Kendra e guadagnare la sua fiducia.
Michael cerca di entrare nel magazzino esploso e raccatta un po' di stampi distrutti, così lui e Fi capiscono che l'uomo stava cercando di creare una copia di una spada da rubare a Ken Bocklage, un collezionista di antichità.
Sam scopre chi è il ladro, che viene chiamato L'inafferrabile e che lavorava in tutto il mondo. Mike e Fiona vanno da Bocklage e propongono di aiutarlo con la sicurezza, ma lui non accetta. Allora fanno in modo di rubare i dati dei dipendenti dal computer della sua segretaria e di procurargli delle prove su uno di essi, che potrebbe essere il ladro.
Buddy viene attirato in una trappola e Michael e Fiona lo salvano sparandogli a un braccio per non farlo esplodere. Poi convincono Bocklage a seguire i loro consigli per controllare il dipendente sospetto e attirarlo in una trappola a loro volta.
Intanto Kendra offre dei soldi a Jesse perché la faccia scappare e gli dà il suo numero di conto.
Quando quello che credono essere il ladro muore in un'esplosione, Mike e gli altri si accorgono che la spada è già stata rubata. Lui e Buddy scappano e solo dopo capiscono che si è travestito da vigile del fuoco per uscire dall'edificio dopo l'esplosione causata come via di fuga. Michael insegue il ladro e scopre che è la segretaria di Bocklage. Dopo un inseguimento in auto, lui e Fiona la fermano e fanno arrestare.
Barry azzera il conto di Kendra per finta e lei reagisce confessando che doveva uccidere quell'uomo perché insieme ad altri tre aveva fallito nel rapinare una banca.
Jesse si rende conto che potrebbe utilizzare i soldi ricevuti da Kendra per dei lavori futuri.
- Altri interpreti: Navi Rawat (Kendra)
- Ascolti USA: telespettatori 5 647 000 – share 6%[7]

## Tempo passato e futuro
- Titolo originale: Past 6 Future Tense
- Diretto da: Jeremiah Chechik
- Scritto da: Jason Tracey

### Trama
Jesse chiede a Michael di parlare con Marv, il suo vecchio capo, ma non vuole collaborare con due spie bruciate. Alla conferenza di diplomatici annuale Michael e Fiona vedono da lontano una squadra di spie russe che sicuramente vuole uccidere qualcuno.
Fiona e Jesse rapiscono uno dei russi, Alexi. Michael sfrutta la sua fama fra le spie russe e torchiando un po' l'agente scopre che è stato mandato a uccidere un ex-spia di nome Paul Anderson. Quando Mike e Sam vanno da Paul per avvisarlo, si trovano a salvarlo dai russi, capeggiati da un tale di nome Vitali. Paul ha esternato dei segreti sul deputato Bill Cowley, che è anche oratore principale del congresso.
Fiona si lavora Marv per aiutare Jesse, ma anche per tenerlo abbastanza lontano dalla verità su chi l'ha bruciato. Poi parla con Jesse per cercare di convincerlo a smettere di cercare la verità, ma lui rimane convinto della sua idea, proprio come lo era anche Michael.
Mike attrae Vitali usando Alexi come bomba umana mentre Paul va a prendere il suo dossier su Bill Cowley nascosto nel suo appartamento. Quando la "vecchia guardia" non riesce ad aprire la sua cassaforte, Michael lo aiuta e poi scappano con il dossier. Inseguiti dai russi rimangono bloccati in un ingorgo stradale, poi scappano con un po' di astuzia.
Madeline fa in modo che il deputato Cowley vada all'incontro con Paul e Michael, intanto Jesse riesce a parlare con Marv per chiedergli di dargli almeno il nome della banca che gli serve per le sue indagini.
Paul chiede a Cowley protezione, ma pare che il documento che lo incastra in suo possesso non serva più come moneta di scambio. Allora Michael e Sam organizzano una trappola per i russi in modo che Cowley li veda in azione e sia coinvolto. Dopo averli sconfitti, Paul spara a Vitali e Michael invita Bill Cowley ad aiutare Paul e a sfruttare la storia per la sua immagine. Salutandosi, Paul conferma a Michael le sue paure sul futuro di una ex-spia.
Fiona prende l'informazione sulla banca da Marv, ma elimina i dati che potrebbero portare a Michael. Sentendosi in colpa, litiga con lui perché sta mentendo a Jesse e non le piace ciò che Michael è diventato.
- Altri interpreti: Richard Kind (Mary), Burt Reynolds (Paul Anderson)
- Ascolti USA: telespettatori 5 871 000 – share 6%[8]

## Un ostaggio importante
- Titolo originale: Where There's Smoke
- Diretto da: Kevin Bray
- Scritto da: Lisa Joy

### Trama
Mentre Michael e Jesse chiedono aiuto a Madeline per vedere come funziona la sicurezza nella banca dove dovranno rubare una cassetta di sicurezza, Sam e Fiona si occupano proteggere la batteria al litio progettata da Christian Aikins dato che qualcuno ha da poco rubato il suo portatile dalla sua auto. Prima della festa, però, arriva un commando di uomini che in realtà vuole rapire Sarah, la moglie di Christian. Fiona si fa rapire insieme a lei, fingendo di essere la ricca moglie di Chuck Finley.
Sam chiama subito Michael che tratta con il rapitore, Fiona consegna ai due un messaggio con gli occhi per farli capire che non devono pagare, perché i rapitori si sono fatti vedere in faccia e quindi intendono ucciderle appena ricevuti i soldi. Jesse deve monitorare le fughe di notizie con la stampa e tenere a bada Christian, che vorrebbe pagare il riscatto. Con la sua furbizia, Fiona recupera un cellulare e chiama Michael per aiutarlo a scoprire dove si trovi. Intanto Christian trova il modo di pagare e quindi ora rischiano di morire entrambe le donne.
Michael redarguisce Jesse e lo invita a scoprire dove avverrà il pagamento ai rapitori. Intanto Fiona dà fuoco a una gomma di una bici per creare fumo e farsi trovare. Fiona si fa portare via dallo scantinato e cerca di prendere dell'alcol per creare un esplosivo. Quando riesce a liberarsi dalle manette che la legano a una sedia, chiama Michael e gli chiede di andare allo scambio, Sam rimane in attesa fuori dalla casa.
Intanto, Jesse e Madeline convincono Christian a non pagare e scoprono il luogo dello scambio. Fiona attira in una trappola il capo dei rapitori, Jacob, e Sam l'aiuta a liberarsi. Arrivato al luogo dello scambio, Michael mostra a Eddy (il secondo rapitore) una foto di Jacob legato a una bomba, poi lo costringe a chiamare la polizia per salvarlo perché non farebbero in tempo a tornare a casa a liberarlo.
Fiona arriva a casa di Michael e i due si scambiano un bacio appassionato. Jesse e Madeline parlano apertamente e lei gli fa capire che anche se Fiona e Mike hanno una relazione difficile, si amano e Jesse non ha speranze, anche se aveva un debole per lei.
Il colpo alla banca va bene e quando i due agenti bruciati aprono la cassetta di sicurezza trovano una bibbia con delle parole cancellate, sicuramente in codice. La bibbia apparteneva a Simon e Michael, a malincuore, finge con Jesse di non sapere chi sia.
- Ascolti USA: telespettatori 5 378 000 – share 6%[9]

## In mezzo alla tempesta
- Titolo originale: Center of The Storm
- Diretto da: Colin Bucksey
- Scritto da: Ryan Johnson e Peter Lalayanis

### Trama
Michael vuole parlare con Simon che è ancora in una prigione e decide di chiedere aiuto a Vaughn per incontrarlo. Vaughn non accetta e Michael lo caccia da casa sua, dichiarandogli così guerra.
Intanto gli agenti dell'FBI. Lane e Harris, "amici" di Michael già da due anni, vanno a casa Westen a chiedere il suo aiuto per un testimone protetto che è scappato dopo l'attacco a opera di un gruppo di turchi che lo cerca per ucciderlo. Mike accetta di aiutarli in cambio di successivi favori da parte dell'FBI. Con l'aiuto di Sam e Fiona, cerca l'arma del cecchino che ha attaccato gli agenti da Pano, un trafficante che gliel'ha venduta pochi giorni prima. Vaughn intanto va a trovare Fiona e le propone uno scambio: la bibbia in cambio del reintegro di Jesse.
Michael va all'appartamento del killer, Cole, e ci parla, fingendosi l'altro killer assoldato per uccidere Bailey e proponendo una collaborazione per trovare il fuggiasco. Sam li segue senza intervenire.
Mike e il cecchino vanno in macchina a cercare Bailey e Mike suggerisce di prendere un'ambulanza per mimetizzarsi con i soccorritori, visto il recente uragano passato a Miami e che ha costretto la gente a sfollare dal quartiere. Sam organizza gli aiuti con Jesse e Fiona che vanno a casa di Bailey con Madeline e trovano scoprono che la sua ragazza è incinta. Poi trovano una foto della coppia davanti a una casa di cui non sanno l'indirizzo. Quando Michael li chiama dall'ambulanza usando una trasmittente, Jesse e Sam si fingono altri autisti e parlano in codice per spiegargli dove troverà la casa.
Michael e Cole vanno su un tetto per perlustrare la zona, ma vengono attaccati dal vero Reese, l'altro killer. Mike riesce a scappare dopo una sparatoria, poi va a salvare Bailey e la sua fidanzata. Quando Cole sopraggiunge, lo convince a collaborare facendo leva sul suo essere un ex-marine. Creando un'esplosione fatta in casa, Cole e Michael salvano i due fuggiaschi da Reese e riportano Bailey ai due agenti dell'FBI.
Fiona spiega a Michael dell'incontro con Vaughn e ovviamente non ha accettato la sua offerta, perché si fida di lui.
Michael va da Vaughn sfruttando la carta dei federali che lo appoggiano, così lo obbliga ad accettare di fargli vedere Simon.
- Altri interpreti: Robert Wisdom (Vaughn)
- Ascolti USA: telespettatori 5 687 000 – share 6%[10]

## Dietro le sbarre
- Titolo originale: Hard Time
- Diretto da: Dennie Gordon
- Scritto da: Alfredo Barrios, Jr.

### Trama
Vaughn organizza un incontro fra Michael e Simon, che invita Westen a cercare un forziere che ha sepolto in un cimitero.
Sam chiede a Michael di farsi incarcerare insieme a un suo vecchio amico, Juan Ruiz, che sta per uscire dopo 8 anni di prigione ma è diventato il bersaglio di Cruz, leader di una gang del carcere.
Quando i federali Lane e Harris portano Michael in cella, gli lasciano anche un cellulare per le emergenze. Cruz fa subito capire a Michael che dovrà farsi da parte quando andrà nella cella di Juan.
Sam e Fiona intanto scavano per cercare il forziere, ma scoprono che potrebbe esplodere se non lo aprono nel modo giusto.
Michael e Juan riescono a difendersi da un primo attacco di Cruz, ma il criminale minaccia di scatenare una rivolta per riuscire ad agire indisturbato e uccidere entrambi. Michael chiama Sam e chiede aiuto per evadere. Sam e Jesse allora vanno a casa del secondino corrotto da Cruz per proporgli un accordo con loro e aiutarli a fare evadere Mike e Juan durante la rivolta. Fiona va poi a trovare Michael in carcere e gli comunica il piano di fuga per poi passargli un oggetto tagliente per aprire una porta con un bacio appassionato. Lei e Madeline, poi, vanno al cimitero a prendere il forziere di Simon.
Cruz crea la sua rivolta e fa portare Michael e Juan in un posto dove potrebbe malmenarli, ma i due riescono a scappare. Dato che Juan ha una gamba rotta, Michael cambia il piano e decide di fare evadere Cruz al posto di Juan. Lo attira nell'infermeria e fa in modo di farlo svenire. Sam e Jesse lo portano all'esterno della prigione e poi i federali, avvertiti da Michael, lo arrestano.
Aperto il forziere di Simon, Michael trova una registrazione di una sua conversazione con Vaughn dalla quale si evince che Vaughn è stato uno dei mandanti della sua "bruciatura". Quando si vede di nuovo con Simon, l'ex-agente gli chiede di portare la Bibbia a John Barrett, capo di una società di tecnologie che potrà decifrarla per poi usarla contro Vaughn.
Michael invece continua la sua alleanza con Vaughn per tenerselo buono ancora un po'.
- Altri interpreti: Garret Dillahunt (Simon)
- Ascolti USA: telespettatori 5 574 000 – share 6%[11]

## Il momento della verità
- Titolo originale: Blind Spot
- Diretto da: Mike Smith
- Scritto da: Michael Horowitz

### Trama
Michael e Jesse decidono di contattare Barrett per farlo venire in città per contrattare la consegna della Bibbia. Madeline intanto è ancora arrabbiata perché Michael continua a mentire a Jesse.
Fiona ha una cliente, Emily, alla quale un gigolò di nome Charles Archer ha rubato tutti i soldi dopo averla sedotta. Mentre Michael e Jesse preparano una trappola per Barrett, Sam si finge Chuck Finley, un gigolò che vuole lavorare con Archer e che sta cercando di truffare Fiona. Quando il loro piano non va in porto, decidono di coinvolgere anche Michael.
Sam torna da Archer e lo fa sbronzare per poi drogarlo e fargli dimenticare tutto della notte trascorsa, facendogli poi credere di aver passato una notte brava a fare follie e spendere soldi. Jesse e Fiona seguono Archer dal suo amministratore delegato Martin, che gestisce i soldi di Archer. Quando la sorveglianza sta per scoprirli in macchina, Fiona bacia Jesse per usare la scusa della coppietta appartata.
Intanto Michael e Jesse intrappolano l'uomo mandato da Barrett e poi lo sfruttano per portargli delle copie di alcune pagine della Bibbia.
Sam decide di aumentare l'ansia di Charles e gli fa trovare una finta cimice in macchina e gli dice che lo stanno seguendo.
Sam chiama Michael come uomo che dovrebbe sistemare i problemi di Archer, ma lui riceve una chiamata da Martin che ha mandato i suoi uomini a uccidere Emily. Fiona la salva e Sam decide di far passare un'altra notte brava a Charles, dopo la quale gli fa credere di avere ucciso Emily. A questo punto Michael gli chiede un milione di dollari per coprire le sue tracce e corrompere la polizia durante le indagini. Sam dice la verità a Charles solo dopo che ha dato loro i soldi e scopre che Martin lo vuole trovare per fargli saldare i suoi debiti.
Madeline decide di partire finché Michael non dirà la verità a Jesse; Barrett intanto lo chiama e gli comunica che è atterrato a Miami.
Quando Fiona va a casa di Michael, trova Jesse che le punta contro un'arma. Grazie al suo ex-capo Marv ha scoperto che è stato Michael a bruciarlo. Dopo averla tenuta sotto tiro per un po', se ne va e Fiona chiama Mike, sconvolta e convinta che Jesse voglia farla pagare a tutti loro.
- Altri interpreti: Robert Patrick (Barrett)
- Ascolti USA: telespettatori 5 503 000 – share 6%[12]

## Colpevole
- Titolo originale: Guilty as Charged
- Diretto da: Jeremiah Chechik
- Scritto da: Matt Nix

### Trama
Mentre Jesse è sparito e ancora furioso con loro, Mike Fiona e Sam vanno alla casa dove alloggia John Barrett per fargli avere un messaggio e organizzare un incontro per consegnargli la Bibbia. Vaughn sembra interessato a Barrett, ma Michael gli chiede di lasciare che sia lui a occuparsene.
Intanto l'ex-spia viene anche coinvolta da Adam Scott, avvocato famoso per aiutare i criminali e la cui figlia Becky è stata rapita dal fratello del suo attuale assistito che sta per essere condannato. Michael e Scott si incontrano con Dale Lawson, il rapitore, che promette di liberare Becky se Rod vincerà la causa.
Sam e Fiona seguono gli uomini di Lawson e trovano il loro quartier generale. Mentre Fiona distrae la guardia, Sam piazza dei rilevatori di posizione sulle loro auto. Così scoprono dove tengono la bambina. Michael chiede a Scott di rimediargli un sommergibile per raggiungere via mare il posto e liberare Becky.
Quando Vaughn scopre dove alloggia Jesse, Michael vorrebbe parlargli, ma Fiona gli dice la verità sul bacio fittizio che si erano scambiati qualche tempo prima e decide di andare a convincerlo a perdonarli insieme a Madeline. Quando le due donne parlano a Jesse, Fiona gli chiede scusa e lo invita ad andare a un incontro con Mike. Madeline cerca di fargli capire che nonostante tutto Michael è uno dei buoni.
Quando Michael cerca di salvare la bambina, il suo piano va male perché viene scoperto. L'unica carta che rimane è fare un finto scambio fra Rod e Becky. Fiona rapisce la guardia di Lawson e lo trucca in modo che da lontano sembri Rod, poi grazie a uno scambio di furgoni Lawson crede che lei e Sam abbiano liberato il fratello. Allo scambio, Michael riesce a fuggire con Becky prima che Rod scopra che lo hanno preso in giro. Adam Scott dice a Michael che gestirà la faccenda da solo e manderà via la bambina. Jesse va all'incontro con Michael, ma non vuole più lavorare con lui. Così Mike va all'incontro con Barrett da solo. Quando gli sta dando la Bibbia, Barrett gli spiega che potranno scoprire anche i nomi di chi ha bruciato Michael. Poco dopo gli uomini di Vaughn appaiono a tradimento e Barrett si sente tradito. Mentre uno dei suoi uomini sta per soffocare Michael, un colpo sparato da Jesse trapassa la spalla di Michael per colpire e uccidere l'uomo. Poi, mentre Michael sta perdendo molto sangue, Barrett lo porta via in auto e Michael capisce che l'unico modo per recuperare la Bibbia è causare un incidente. Barrett rimane ucciso e Michael, prima di svenire, vede un uomo prendere la Bibbia e andarsene.
- Altri interpreti: Robert Wisdom (Vaughn), Danny Pino (Adam Scott), Robert Patrick (John Barrett)
- Ascolti USA: telespettatori 6 285 000 – share 7%[13]

## Apri gli occhi
- Titolo originale: Eyes Open
- Diretto da: Dennie Gordon
- Scritto da: Jason Tracey

### Trama
Michael rimane in ospedale diversi giorni. Quando si sveglia rivuole la Bibbia perché contiene le identità di chi lo ha bruciato. Jesse va a trovarlo e Michael gli chiede aiuto per trovare la Bibbia. In ospedale arrivano vari superstiti di un'esplosione che ha causato due vittime innocenti e la morte di Dale Lawson. Michael capisce subito che è stato Adam Scott a causarla. L'avvocato però ha un alibi e non è pentito per la sua vendetta. Vaughn chiede scusa a Michael per l'imboscata che stava per costargli la vita e gli comunica che lascia Miami per proteggersi. Fiona intanto intuisce che la Bibbia potrebbe averla presa uno degli uomini di Barrett senza nemmeno sapere cosa contenga.
Sam, invece, scopre che il probabile dinamitardo è Dennis Wayne Barfield, narcisista psicopatico nella casa del quale Michael si avventura a cercare prove da dare alla polizia. Quando Dennis torna in anticipo scoprendolo, Michael si finge il suo più grande fan, Gordon, e lo tiene buono. Più tardi manda Fiona e Jesse a scoprire dove sia finita la Bibbia. I due vanno al deposito d'auto dove si trova la macchina usata dal criminale e ci trovano un tesserino universitario. Intanto Michael continua a lavorarsi Dennis, che ha già pronte cinque bombe già piazzate per altri cinque obiettivi. Così va anche da Scott a chiedergli chi sarà il prossimo bersaglio. Mentre cercano la casa di Alicia, sorella del primo nome sulla lista di Dennis, Michael riceve una chiamata dall'attentatore. Ha ucciso Scott che gli chiedeva di fermare la carneficina, e non sapendo che Michael finge di essere Gordon, ora vuole prendersela con lui e Fiona perché avevano aiutato Scott. Michael e Sam vanno da Alicia e trovano la bomba piazzata da Dennis. Jesse e Fiona, intanto vanno all'università e scoprono che chi ha rubato la valigetta ha portato la Bibbia a far decodificare a un esperto. Michael e Sam fanno esplodere la bomba in ambiente controllato, poi localizzano Dennis con l'aiuto di Fiona e Jesse e scoprono che è a casa di lei.
Quando Michael lo raggiunge fingendosi Gordon, gioca di nuovo la carta del fan in adorazione per farsi dire dove sono le altre bombe. Una volta uscito Michael dalla casa dopo essersi finto un ostaggio, per salvare altri innocenti Jesse fa in modo che la bomba esploda e Dennis con essa.
Madeline dice a Michael che è comunque fiera di lui e gli ha comprato un paio di occhiali da sole nuovi. Lui e Jesse vanno insieme a cercare l'esperto dell'università, ma quando arrivano a casa sua lo trovano morto.
- Altri interpreti: Danny Pino (Adam Scott)
- Ascolti USA: telespettatori 4 317 000 – share 5%[14]

## Beni che scottano
- Titolo originale: Hot Property
- Diretto da: Jonathan Frakes
- Scritto da: Rashad Raisani

### Trama
Mike va alla centrale di polizia per trovare la lista decodificata dal ladro, Justin Walsh, che collaborava con le agenzie federali. Infiltrandosi nel Centro Fusione, dove rimangono le informazioni segrete condivise, Michael ruba i dati salvati e insieme a Jesse scopre che Walsh sta cercando di vendere la lista. Mike suggerisce a Jesse di chiedere informazioni a Marv () sull'asta che si sta organizzando.
Fiona intanto ha nuovo cliente e coinvolge Jesse. Si tratta di Stuart, che dice di avere una sorella che veniva picchiata dal suo ex-fidanzato Marco, un diplomatico venezuelano corrotto. Ora l'avrebbe rapita perché era riuscito a portarla via da lui. Nel frattempo, Sam contatta Marv come Chuck Finley per farlo venire a Miami.
Jesse e Fiona fanno una ricognizione a casa di Marco, ma le misure di sicurezza sono troppo elevate per un rapimento. Quando chiedono delucidazioni a Stuart, l'uomo viene freddato davanti ai loro occhi da Nathalie, la ladra con cui aveva avuto a che fare tempo prima. Stuart non aveva una sorella, l'aveva rimorchiato lei perché è stata ingaggiata per recuperare un'arma chimica da Marco. Chiede il loro aiuto minacciandoli di consegnare l'arma del delitto alla polizia, visto che l'ha rubata a Fiona.
Michael vuole recuperare l'arma facendo uscire la sicurezza dalla casa fingendo che ci sia una fuga di gas.
Marv intanto si vede con Jesse che gli chiede di scoprire tutto sull'asta in cui venderanno la Bibbia. Marv lo aiuta senza ricatti da parte di Jesse e viene anche convinto a trovargli 5 milioni di dollari per poter partecipare all'asta.
Nonostante la finta fuga di gas, il piano non funziona. Nathalie interviene per salvare Fiona e le due fingono una lite per non farla scoprire. Poi Nathalie le ridà l'arma per conquistarsi la sua fiducia.
Come piano B, Michael organizza un'incursione notturna da Marco per aprire la sua cassaforte blindata. Mentre Sam va via con l'arma, Nathalie gli tende un'imboscata e gli ruba la bomba. Intuendo che la ladra aveva messo una cimice nelle sue scarpe, Mike decide di farle credere che ha la valigetta sbagliata. Nathalie ruba così una valigetta contenente un'arma finta che Fiona ha costruito ad hoc. Una volta rintracciati lei e i suoi compratori, Mike spara alla finta arma per recuperare quella vera, poi fa in modo che Nathalie possa solo chiamare l'FBI per farsi arrestare.
Marv dà i soldi a Jesse e Madeline trova il modo di far rappacificare i due.
- Altri interpreti: Richard Kind (Mary)
- Ascolti USA: telespettatori 3 500 000 – share 4%[15]

## Amore fraterno
- Titolo originale: Brotherly Love
- Diretto da: Terry Miller
- Scritto da: Ben Watkins

### Trama
Sam e Jesse vanno a Santo Domingo per l'asta. Lì Jesse trova Justin Walsh, che gli spiega che nessuno sa chi ha la Bibbia perché viene passata di mano in mano da alcuni motociclisti per sicurezza.
Nate torna a Miami all'improvviso, convocato da due amici, i fratelli Billy e Jeff Taylor, per cercare delle auto rubate dalla loro officina. Billy aveva consentito a uno spacciatore, Hector Rivera, di usarle per trasportare droga, e ora sono spariti 20 kg di eroina, dal valore di due milioni di dollari.
Fiona indaga e scopre che i ladri delle auto sono professionisti, così Michael decide di tornare da Tony Soto con la sua precedente identità, "Johnny". Soto gli dà il nome dei ladri, è la banda di un certo Buckwild. Dopo avergli dato l'indirizzo del suo sfascia carrozze, gli chiede di farlo sparire perché non gli dia più fastidio. Intanto Rivera va dai fratelli Taylor per le auto e Michael si finge Johnny anche con lui e il suo secondo, Caleb, promettendo di trovare l'auto con la droga. In cambio Rivera prende Billy in ostaggio e manda Caleb a controllare il suo lavoro.
Michael, Nate e Fiona vanno all'officina di Buckwild, ma manca l'auto con la droga. Così si fanno dare l'indirizzo di casa di Buckwild. Quando ci arrivano, Caleb lo ammazza prima che possano parlarci. Fiona capisce che è stato Caleb a rubare l'auto e vuole incastrare i fratelli Taylor.
Jesse e Sam, intanto, seguono i movimenti delle moto e capiscono come recuperare la lista, ma dovranno aspettare Michael e Fiona agire.
Michael manda Fiona e Nate a casa di Caleb a cercare prove mentre lui si vede con Rivera. Nate e Fi scoprono dove si trova la macchina e riescono ad arrivarci prima di Caleb e Rivera, scappando con l'auto.
Madeline rivela a Michael che Nate sta per aver un figlio e gli chiede di proteggerlo.
Dopo aver scoperto che la droga non è più nell'auto, Mike e Nate la rimontano a casa di Caleb. Poi "Johnny" dice a Rivera che il vero ladro era Caleb e la macchina è proprio a casa sua. Quando ci vanno, la macchina è pronta e rimontata e Rivera finalmente libera Billy. Salvati i suoi amici, Nate e Mike parlano del bambino in arrivo.
Mike e Fiona raggiungono Sam e Jesse a Santo Domingo e, rubata la Bibbia in un'azione perfetta, scoprono che è stata codificata e contiene un elenco di codici e pseudonimi di agenti. Michael non sa ancora cosa fare per vendicarsi delle persone che l'hanno bruciato.
- Ascolti USA: telespettatori 3 695 000 – share 4%[16]

## Vivo o morto
- Titolo originale: Dead or Alive
- Diretto da: Peter Markle
- Scritto da: Lisa Joy

### Trama
Michael chiede a Jesse di contattare Marv per consegnargli la lista, ma lui vuole fargli la macchina della verità per capire se può fidarsi. Sam intanto vuole trovare un suo amico, Kevin Baruchel, poliziotto scomparso e accusato ingiustamente di corruzione. Quando scoprono che faceva indagini ufficiose, Sam e Michael vanno dallo spacciatore Ted, un contatto di Kevin e, insieme a Fiona e Jesse, lo intrappolano e interrogano. Ted confessa che il collega di Michael, Pete Jackman, ha rubato della droga ad alcuni spacciatori, Kevin l'ha scoperto e Pete ha chiesto a Ted di ucciderlo. Sam deve dire verità alla moglie di Kevin, Claire, alla quale promette di fare giustizia. Lui e Mike decidono di usare Ted per proporre un affare a Pete con un finto trafficante (che sarebbe Michael). Marv nel frattempo decide di aiutare Michael e Jesse e di prendere la lista. Michael e Pete si incontrano. L'ex-agente gli fa credere di avere ucciso Ted e voler lavorare solo con lui e lo convince a collaborare minacciando di ucciderlo incendiando del napalm. Pete si impaurisce troppo e allora Mike decide di far finta che Kevin sia ancora vivo, cosa che porta Sam a coinvolgere anche Claire. Sam finge con Pete che Kevin sia stato sulla sua barca e ora si sparito. Madeline non vuole che Michael sia reintegrato e ne parla con Fiona, che comunque lo difende anche se non gradisce troppo l'eventualità. Jesse e Fiona si fingono agenti degli Affari Interni per spaventare di più Pete, che chiama Michael per consegnargli droga. Fissano un incontro sulla barca di Kevin, ma Pete non si presenta e la fa esplodere. Michael scappa appena in tempo, ma anche Pete fugge in macchina e Jesse lo insegue per fermarlo. Michael lo raggiunge e lo spinge con le cattive a decidere di portare la droga a casa di Kevin. Sam obbliga il tenente Briggs ad andare a casa di Kevin per beccarlo. Poco tempo dopo si tiene il funerale di Kevin, sepolto con onore, e Briggs si scusa con Sam per la sua testardaggine. Jesse e Michael vanno all'incontro con Marv e gli danno la chiavetta, ma lui è troppo nervoso. Quando Mar la consegna agli uomini che stanno con lui, chiede scusa a Jesse perché l'hanno minacciato poco prima che gli sparino, uccidendolo. Michael intravede l'uomo nella macchina che se ne sta andando: è Tyler Brennen.
- Altri interpreti: Jay Karnes (Tyler Brennen), Richard Kind (Mary)
- Ascolti USA: telespettatori 4 340 000 – share 5%[17]

## Il primo della lista
- Titolo originale: Out of the Fire
- Diretto da: Marc Roskin
- Scritto da: Craig O'Neill

### Trama
Jesse si sente in colpa per la morte di Marv, così Michael e Sam lo tengono da parte mentre Mike si incontra con Brennen, il quale gli chiede di uccidere tutti gli uomini della lista, che di fatto fanno parte dell'organizzazione che ha bruciato Michael. Per convincerlo lo minaccia di far avere a Vaughn il nastro registrato nel quale si sente lui che dà informazioni ai federali. Per trovare il primo nominativo da uccidere, però, lui e Sam dovranno accedere a un database dell'FBI. Per "aiutare" Michael nell'impresa Brennen riporta Larry a Miami.
Sam finge di litigare con Mike e gli chiede di nascosto di recuperare il numero di cellulare di Larry. Nel frattempo Jesse tiene buono l'uomo del governo che investiga sulla morte di Marv.
Larry e Michael entrano nell'edificio del governo e Mike trova il modo di farsi dare il numero da Larry, poi agiscono bene insieme ed entrano negli archivi informatici per scoprire l'identità della prima vittima, Albert Machado. Intanto Sam e Fiona intercettano la chiamata di Larry a Brennen e notano che ha un meccanismo di blocco delle intercettazioni notevole.
Brennen vuole incastrare qualcuno per l'omicidio di Machado e ha pensato a un gruppo terrorista filippino. Michael lo convince a rapire Machado invece che ucciderlo. Sam e Fi vanno dall'informatico Alfredo, che ha venduto l'apparecchiatura di cifratura a Brennen. Alfredo confessa di avergli venduto anche una cassaforte con identificazione tramite palmo della mano.
Michael e Larry fanno un sopralluogo da Machado e decidono come muoversi, ma Brennen li obbliga ad agire subito, così Michael deve creare delle bombe sulla base di ciò che fanno solitamente i filippini. Intanto Sam, Fiona e Jesse cercano la cassaforte e la trovano sorvegliata da molte telecamere.
Larry cambia i piani e uccide Machado a tradimento, allora Michael decide di sfruttarlo per aiutarlo a prendere la lista. Larry si comporta da folle e accoltella Brennen, deciso a rubare la lista da solo.
Michael chiama Fiona per avvisarla di andare via dalla città, ma in realtà le parla in codice per fare sì che prendano la lista prima che arrivino lui e Larry. Così Fiona e Jesse smurano la cassaforte e scappano dall'edificio. Quando Larry e Michael arrivano pochi istanti dopo, Sam punta un mirino di precisione contro Larry e lo chiama, costringendolo a rimanere mentre arriva la polizia. Anche se minaccia di ucciderlo, Michael sa che non lo farebbe perché non vuole morire a sua volta per mano di Sam.
Fiona e Mike fanno le valigie e lasciano il loft per sicurezza, poi aprono la cassaforte e trovano la chiavetta. Madeline confessa a Jesse che per farlo sentire meno in colpa ha chiamato la figlia di Marv per dirle che il padre è morto da eroe. Sapendo che in quattro ore il file audio di Michael arriverà a Vaughn, l'ex-agente invita gli amici a dormirci sopra per prepararsi al peggio.
- Altri interpreti: Jay Karnes (Brennen)
- Ascolti USA: telespettatori 4 770 000 – share 5%[18]

## All'ultimo minuto
- Titolo originale: Last Stand
- Diretto da: Stephen Surjik
- Scritto da: Matt Nix

### Trama
Michael chiede a Madeline di aiutare lui e Sam ad adescare di nuovo il politico Bill Cowley perché hanno bisogno di un contatto a cui consegnare la lista. Intanto Vaughn chiama Michael e lo minaccia, confermandogli che ora è un suo nemico.
Michael decide di mettere la lista in una centrale nucleare per proteggerla. Prima che lui Fiona e Jesse riescano a creare un diversivo, però, gli uomini di Vaughn li trovano e li costringono a scappare in auto. Mike fa esplodere la sua Charger per cercare di bloccarli, ma l'inseguimento finisce con i tre che si schiantano con la macchina di Fiona e Jesse che rimane ferito a una gamba. Si rifugiano in un hotel in costruzione e con pochissime armi, per poi venire circondati da Vaughn e i suoi uomini. Intanto fra Fiona e Michael c'è dell'attrito per tutta la storia di Vaughn, dalla quale Mike voleva tenerla fuori.
Madeline torna da Cowley e, insieme a Sam, gli propone un patto per dargli la chiavetta con la lista.
Mentre Fiona e Jesse tengono buoni gli uomini di Vaughn, Michael sale sul tetto e affronta uno di essi, rubandogli l'arma e attivando un segnale di emergenza per far arrivare la polizia. Quando un cecchino spara da un altro tetto, si lancia giù dal palazzo usando l'uomo appena legato come contrappeso. Il piano comunque non funziona perché Vaughn conosce il capo della sicurezza e fa andare via le macchine della polizia. Sam intanto si lavora Cowley che decide di chiamare i suoi contatti per capire se l'affare è valido. Cowley però chiama l'FBI e così si attira anche lui le ire dell'Organizzazione di Vaughn. Michael e Fiona creano una bomba e attirano Vaughn all'interno dell'hotel, fingendo che Fiona sia pronta ad accettare un patto con lui. Ma intanto Vaughn ha trovato Madeline e manda a monte ancora una volta il loro piano per fare esplodere le scale. Michael allora organizza una missione suicida per permettere agli altri di salvarsi, anche a sua mamma. Dopo aver finalmente fatto le sue scuse a Jesse una volta per tutte, gli dà la lista e non saluta Fiona, che piange per la sua decisione. Mike scappa in un altro edificio e Fiona decide di seguirlo perché non può lasciarlo solo. Raggiunto Michael gli fa capire che se devono morire, lo faranno insieme, sotto il fuoco dei nemici e con un'esplosione per uccidere anche Vaughn. Sam e i governativi però arrivano in tempo per salvarli e catturare Vaughn. Jesse ridà la lista a Michael dicendogli che Fiona lo ama, poi Mike viene portato via da alcuni uomini, solo dopo aver baciato Fiona. Quando dopo diversi giorni esce dall'auto. Si trova a Washington e un uomo lo accoglie dandogli il bentornato.
- Altri interpreti: John Doman (Bill Cowley)
- Ascolti USA: telespettatori 5 111 000 – share 6%[18]